# Harri Ylönen
Harri „Upi“ Ylönen (* 21. Dezember 1971 in Kuopio) ist ein ehemaliger finnischer Fußballspieler. Der Abwehrspieler, der zwischen 1995 und 2002 für die finnische Nationalmannschaft auflief, bestritt seine bisherige Karriere in seinem Heimatland, Norwegen und Deutschland.

## Werdegang
Ylönen begann seine Karriere beim Kuopion PS, für den er 1991 in der Veikkausliiga debütierte. Mit der Mannschaft spielte er gegen den Abstieg aus der höchsten Spielklasse des Landes. In der Debütsaison noch auf dem letzten Nicht-Abstiegsplatz platziert, stieg der Klub am Ende der Spielzeit 1992 als Tabellenletzter ab.
Ylönen blieb in der höchsten Spielklasse und schloss sich dem Ligarivalen Haka Valkeakoski an. In der ersten Saison spielte er auch mit seinem neuen Verein gegen den Abstieg, im folgenden Jahr stand er mit der Mannschaft als Tabellensechster im gesicherten Mittelfeld. In der Spielzeit 1995 überraschte der Klub, mit sechs Punkten Vorsprung auf MyPa holte sich der Klub zum ersten Mal seit 18 Jahren wieder den Meistertitel. Durch seine guten Leistungen im Saisonverlauf spielte sich Ylönen zudem in die Nationalmannschaft. Dem Erfolg folgte der Absturz, der Verteidiger stieg mit dem Klub in die zweite Liga ab. Dort dominierte er mit der Mannschaft den Wettbewerb und holte sich zudem den finnischen Landespokal. Als Stammspieler – er bestritt in der Spielzeit nach dem Aufstieg alle 27 Saisonspiele – trug er entscheidend dazu bei, dass der Klub in der Erfolgsspur blieb und sich als Aufsteiger den Meistertitel holte.
Mittlerweile hatte Ylönen sich auch jenseits der Landesgrenzen einen Namen gemacht. Vor der norwegischen Erstligaspielzeit 1999 verpflichtete SK Brann den Abwehrspieler. Auf Anhieb Stammspieler erreichte er mit der Mannschaft hinter Rosenborg BK und Molde FK den dritten Tabellenplatz sowie das Endspiel um den norwegischen Landespokal. Das Endspiel verlor er jedoch gegen den Meister Rosenborg BK. In der folgenden Spielzeit erreichte er den Europapokal als Vizemeister hinter Rosenborg BK, der Serienmeister hatte jedoch sieben Punkte Vorsprung. Nach einem weiteren Jahr in Norwegen kehrte er 2002 nach Finnland zurück.
Ylönen schloss sich erneut dem FC Haka an. Mit dem Klub spielte er im ersten Jahr um die Europapokalplätze, in der Spielzeit 2003 wurde er mit der Mannschaft Vizemeister. In der Spielzeit 2004 holte er mit dem Klub seinen dritten Meistertitel, als an der Seite von Toni Lehtinen, Janne Salli und Mikko Vilmunen der Tabellenzweite AC Allianssi um elf Punkte distanziert wurde.
Im Frühjahr 2005 absolvierte Ylönen zunächst ein Probetraining beim TSV 1860 München, wurde dann aber von Ralf Loose zu Sportfreunde Siegen gelotst. Bis zum Saisonende kam er in acht Partien in der Regionalliga Süd zum Einsatz und verhalf somit zum Aufstieg in die 2. Bundesliga. Da er sich nicht durchsetzen konnte, bestritt er lediglich ein Zweitligaspiel als Einwechselspieler. Daher kehrte er im Winter wieder nach Finnland zurück.
Ylönen spielte eine Spielzeit für seinen alten Klub FC Haka. Anschließend kehrte er zu seinem Heimatverein Kuopion PS zurück, mit dem er 2007 aus der zweiten Liga aufstieg. Dort agierte er über einen längeren Zeitraum als spielender Co-Trainer. Mit der Saison 2009 beendete er seine spielerische Tätigkeit beim Klub und konzentrierte sich stattdessen auf seine Arbeit als Co-Trainer. 2010 lief er noch in einem offiziellen Ligaspiel des Pallo-Kerho 37 auf und erzielte in dieser Begegnung auch einen Treffer.